# Nikolaus Alard
Nikolaus Alard (* 17. Dezember 1644 in Süderau; † 3. Oktober 1699 in Hamburg; auch Nikolaus Alardus) war ein deutscher lutherischer Theologe und Generalsuperintendent der Evangelisch-Lutherischen Kirche in Oldenburg.

## Leben
Nikolaus Alard wurde in Süderau bei Glückstadt am 17. Dezember 1644 als Sohn des Pfarrers Wilhelm Alard der Jüngere (ca. 1604–1670) und dessen zweiter Ehefrau Apollonia geb. Clüver († um 1675). geboren. Der Vater war Hauptprediger zu Süderau und Assessor des Konsistoriums der Propstei Münchdorf in der Grafschaft Holstein.
Alards Ausbildung begann an Schulen in Krempe, ab 1659 in Herford und ab 1663 in Hannover. Dort schloss er offenbar seine Schulausbildung ab und wurde 1664 an der Universität Gießen immatrikuliert. 1666 ging er kurzzeitig an die Universität Marburg und erwarb 1667 den Magistertitel in Gießen. 1668 war er an der Universität Helmstedt und 1669 an der Universität Kopenhagen tätig. 1670 amtierte er als Vertreter seines kranken Vaters in Süderau und setzte nach dessen Tod seine Studien 1671 in Hamburg fort, wo er auch als Hauslehrer tätig war. 1675 wurde er Pastor in Tönning und promovierte 1679 an der Universität Kiel zum Dr. theol.
Am 7. Februar 1682  Propst in Eiderstedt, wo er in Konflikt mit Anhängern des Täufers David Joris geriet (Täufer auf Eiderstedt). Im Jahr 1686 wurde er sowohl zum Generalsuperintendent der Grafschaft Oldenburg, die damals unter dänischer Regierung stand, als auch zum Hauptpastor der Lamberti-Kirche in Oldenburg und zum Konsistorialrat ernannt; erstgenanntes Amt bekleidete er bis zum Jahre 1699. Während seiner Amtszeit veröffentlichte Alard 1689 die Oldenburgische Katechismuslehre, die bis zum Jahre 1790 in oldenburgischen Schulen in Gebrauch war. Weiterhin gab er 1690 gab das Hand-Buch für die Prediger in der Grafschaft Oldenburg heraus, das 1725 in die 2. Oldenburgische Kirchenordnung aufgenommen wurde. Am 3. Oktober 1699 verstarb Alard in Hamburg. Alards Amtsnachfolger wurde Bonaventura Krahe.

## Familie
Alard war ab dem 27. Juni 1675 mit Elisabeth Mohrmann (get. 1657; † 1742) verheiratet, der Ehe entstammten zwei Söhne, darunter Nicolaus Alardus, und eine Tochter. Matthias Andreas Alardus, war sein Enkel.

## Werke
- Oldenburg. Katechismuslehre, Oldenburg (1689) Im GVK nachgewiese Ausgaben der Katechismuslehre
- Oldenburgisches Gesangbuch, Oldenburg (1690)
- Handbuch für Prediger in der Grafschaft Oldenburg, Oldenburg (1690)
- Theologisches Bedencken über den Von Einigen des E. Hamburgischen Ministerii publicirten Neuen Religions-Eid, Hamburg (1690) (Digitalisat)
- Warnung vor der Nachfolge des Steffenschen Abfalls, Oldenburg (1691)
- Verderbter Zustand der reformierten Kirche, Oldenburg (1694)